# Серла (Маса-Карара)
Серла је насеље у Италији у округу Маса-Карара, региону Тоскана.
Према процени из 2011. у насељу је живело 21 становника. Насеље се налази на надморској висини од 209 м.